# 海岸 (東京都港區)
海岸（日语：／ Kaigan */?）是東京都港區的地名。現行行政地名為海岸一丁目至海岸三丁目。2013年（平成25年）7月1日的人口有6,149人。

## 地理
位於東京都港區西部，面東京港。町域大部分屬「隅田川口改良計劃」的東京灣填海1、2號地與「東京港修築事業計劃」的填海8號地，四周被運河與海圍繞。
海岸町域北以運河與中央區濱離宮庭園相隔、西北一部分與東新橋相接。西鄰濱松町與芝浦、南臨港南。東邊面向東京港，與中央區豐海町相望。町域大部分為倉庫、企業事業所、工廠，僅有少部分住宅。百合鷗號開通以來，竹芝站周邊逐漸聚集飯店與商業設施。

## 歷史
現在的海岸町域，除海岸一丁目以外在過去都是東京灣的淺灘。
- 1678年（延寶6年） - 老中、大久保忠朝拜領芝金杉（現在的海岸一丁目），設置屋敷。幕末，周邊有藩邸、御鷹場、鐵砲訓練場等設施。
- 1868年（明治元年） - 東京府成立，劃屬東京府。
- 1872年（明治5年） - 芝濱崎町成立，屋敷成為有栖川宮邸。
- 1876年（明治9年） - 有栖川宮邸改為芝離宮。
- 1878年（明治11年） - 芝區成立，改為東京府芝區芝濱崎町。
- 1889年（明治22年）5月1日 - 東京市成立，改為東京市芝區芝濱崎町。
- 明治末期 - 隅田川口改良工程動工，開始進行填海工程。
- 1911年（明治44年）5月1日 - 町名除去「芝」，更名為芝區濱崎町。
- 1913年（大正2年）7月 - 隅田川口改良工程的芝浦海岸填海地設立日出町。之後，周邊的竹芝町、芝浦町陸續設立。
- 1930年（昭和5年）8月1日 - 芝浦站開業。
- 1936年（昭和11年） - 芝浦海岸填海地一帶進行町域重劃，濱崎町、竹芝町與芝濱松町一部分合併成立海岸通一丁目。另外，日出町改為海岸通二丁目，芝浦町一丁目改為海岸通三丁目。
- 1938年（昭和13年）3月1日 - 芝浦海岸填海地設立海岸通四丁目。
- 1943年（昭和18年）4月1日 - 高濱町填海地設立海岸通五丁目與海岸通六丁目。
- 1947年（昭和22年） - 芝區與赤坂區、麻布區合併成立港區。町名重新加入「芝」，更名為東京都港區芝海岸通。
- 1965年（昭和40年）3月1日 - 芝海岸通實施住居表示，芝海岸通一丁目至芝海岸通四丁目合併為現在的海岸一丁目至海岸三丁目[3]。同時芝海岸通五、芝海岸通六丁目改為港南三丁目、港南四丁目[3]。
- 1985年（昭和60年）3月1日 - 芝浦站廢站[4]。

### 地名由來
本地為是沿著芝浦海岸開發的町域，原稱「海岸通」，後省略為「海岸」。

### 町名變遷
| 實施後     | 實施年月日   | 實施前（各町名部分地區）       |
| ---------- | ------------ | ------------------------------ |
| 海岸一丁目 | 1965年3月1日 | 芝海岸通一丁目                 |
| 海岸二丁目 | 1965年3月1日 | 芝海岸通二丁目                 |
| 海岸三丁目 | 1965年3月1日 | 芝海岸通三丁目、芝海岸通四丁目 |

## 交通
鐵路
- JR東日本
  - 山手線、京濱東北線：濱松町站 - 東京單軌電車羽田線（單軌電車濱松町站）位於濱松町。
- 百合鷗號
  - 東京臨海新交通臨海線（百合鷗號）：竹芝站/日之出站/芝浦埠頭站

道路
- 首都高速1號羽田線
- 首都高速11號台場線
- 國道130號
- 東京都道316號日本橋芝浦大森線
- 東京都道481號新橋日之出埠頭線

## 設施、景點
海岸一丁目
- 東京都立芝商業高等學校
- 四季劇場（JR東日本藝術中心四季劇場［春］・JR東日本藝術中心四季劇場［秋］）
- 東京灣洲際酒店
- 竹芝Azur酒店
- 東京都公文書館
- 竹芝站
- 竹芝埠頭

海岸二丁目
- 日之出棧橋
- 日之出站

海岸三丁目
- 埠頭公園
- 警視廳第一自動車巡邏隊中央分駐所
- 芝消防署芝浦出張所
- 芝浦埠頭
- 芝浦埠頭站
- 展望室遊歩道出入口
- 彩虹大橋

## 圖片

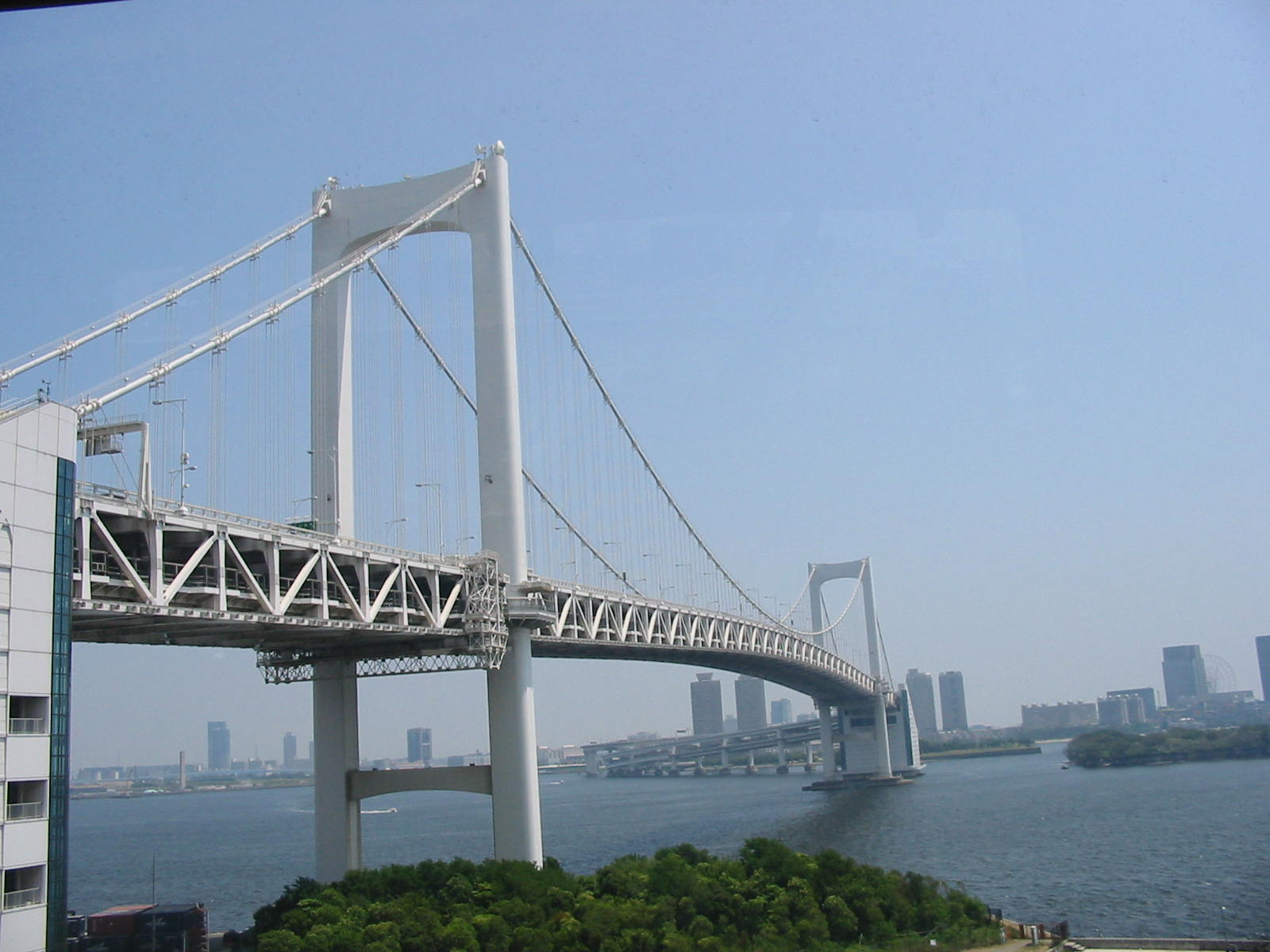
彩虹大橋（芝浦側）
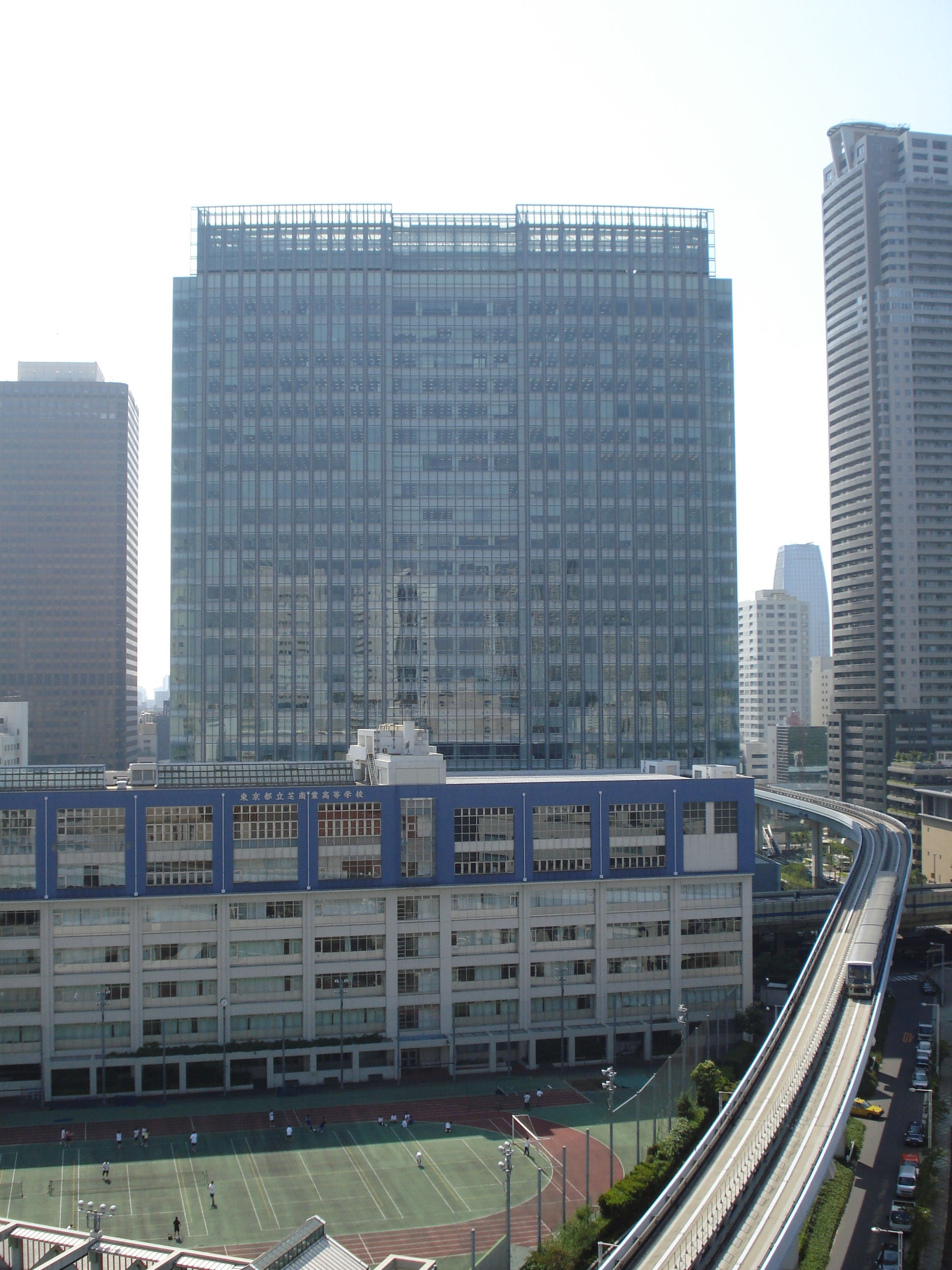
面海的汐留大廈與東京都立芝商業高等學校
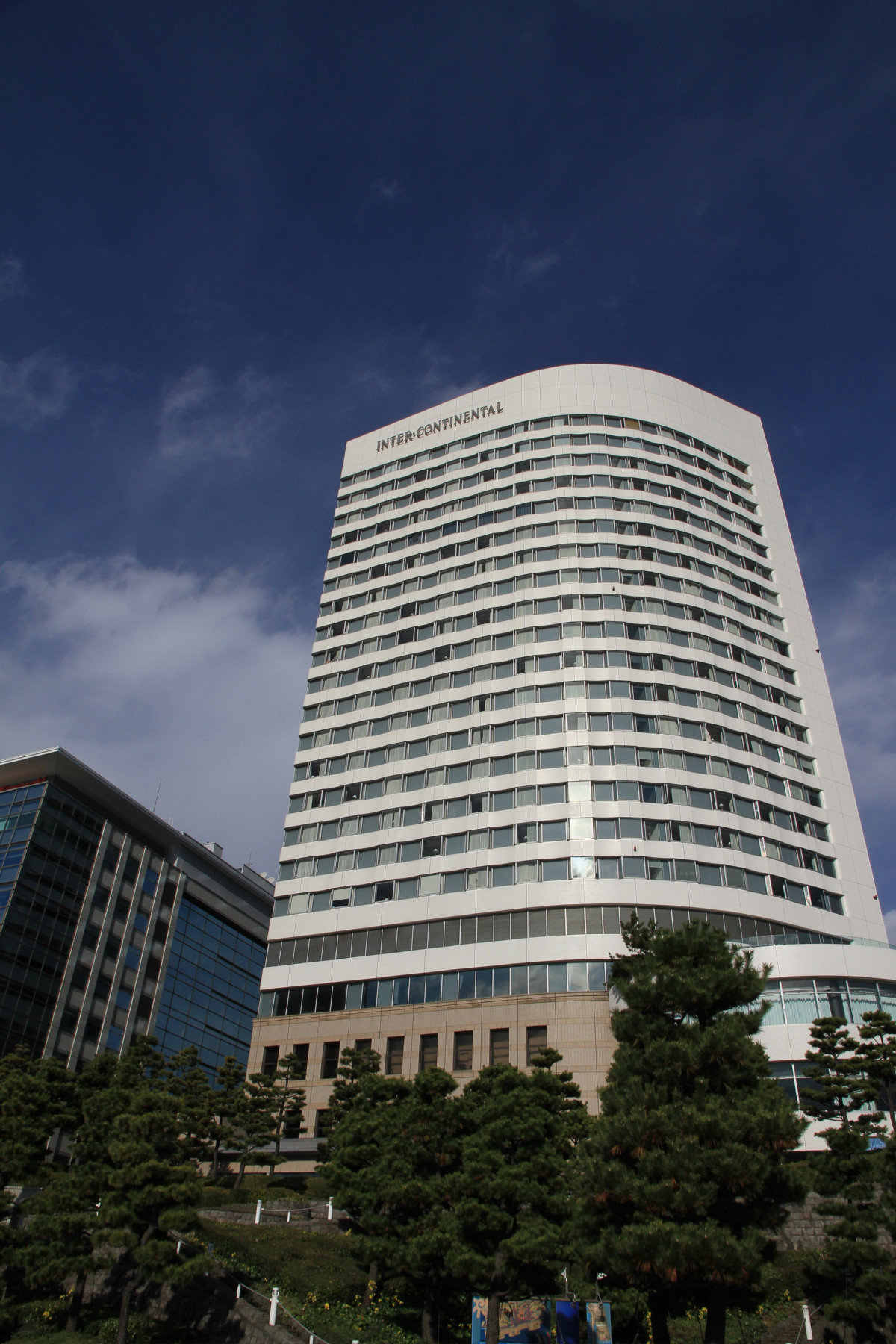
東京灣洲際酒店（日之出棧橋側）
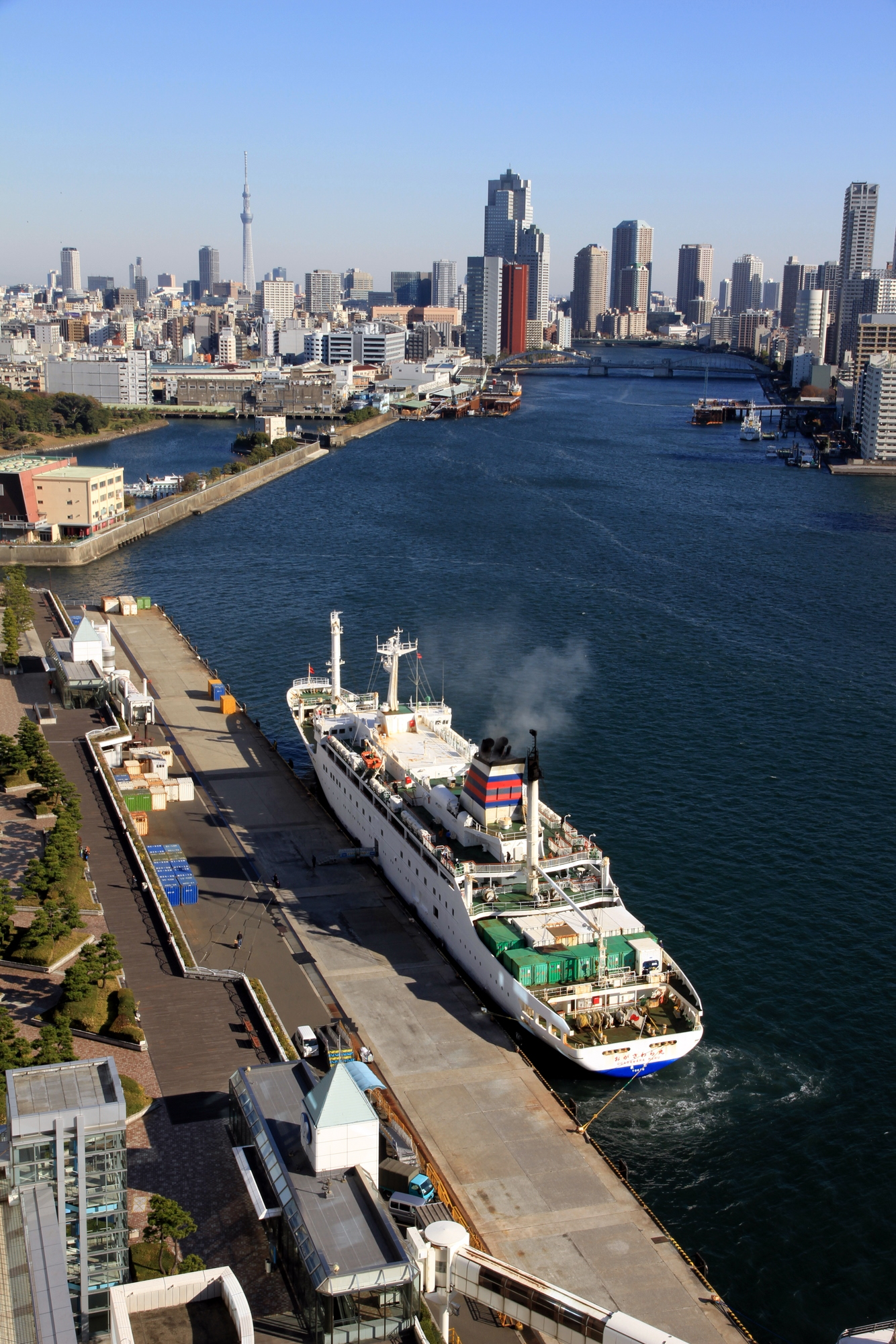
竹芝埠頭與隅田川